# Ferdinand Hitzig

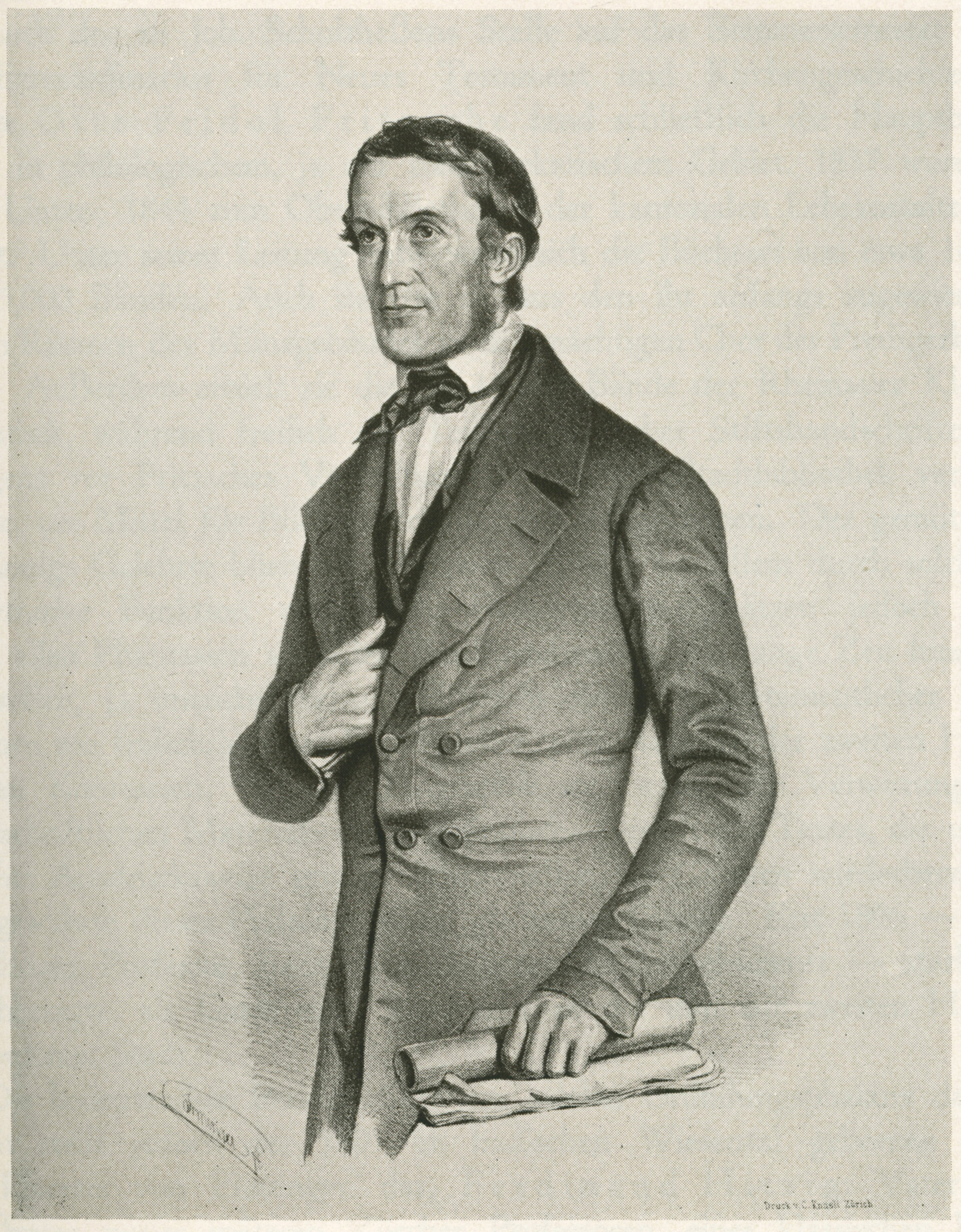
Ferdinand Hitzig

Ferdinand Hitzig (* 23. Juni 1807 in Hauingen; † 22. Januar 1875 in Heidelberg) war ein deutscher protestantischer Theologe.

## Leben
Der Sohn des Pfarrers Ferdinand Sigismund Hitzig (1775–1839) und Neffe des Pfarrers Friedrich Wilhelm Hitzig besuchte das Pädagogium in Lörrach und das Gymnasium in Karlsruhe als Schüler des Prälaten Johann Peter Hebel, der ein lebenslanger Freund seines Vaters war.
Er studierte ab 1824 Theologie an der Universität Heidelberg, von 1825 bis 1827 an der Friedrichs-Universität Halle. Dort hatte sein Lehrer Wilhelm Gesenius großen Einfluss auf seine weitere theologische Entwicklung. Nach seinem theologischen Examen 1827 ging er an die Universität Göttingen, um sich der wissenschaftlichen Theologie zu widmen, und schloss sich dort dem Theologen Heinrich Georg August Ewald an.
1829 wurde Hitzig Privatdozent für Altes Testament in Heidelberg, 1833 Ordinarius für Theologie an der Universität Zürich, wo er 1842–1844 und 1858–1860 als Rektor amtierte. 1861 erhielt er einen Ruf als Nachfolger von Friedrich Wilhelm Carl Umbreit an die Universität Heidelberg. Sein Nachfolger in Zürich wurde zunächst Eberhard Schrader (1862–1870), dann Heinrich Steiner (1871–1889).
Hitzig war 1863 Mitbegründer des „Deutschen Protestantenvereins“. Zu einem geflügelten Wort wurde der Ausspruch, mit dem Hitzig seine Vorlesung über die Textkritik des Alten Testaments zu eröffnen pflegte: „Meine Herren! Haben Sie eine Septuaginta? Wenn nicht, so verkaufen Sie alles, was Sie haben, und kaufen Sie eine Septuaginta!“

## Mitgliedschaften
Ferdinand Hitzig war Mitglied der Deutschen Morgenländischen Gesellschaft.

## Schriften
- Begriff der Kritik, am Alten Testament praktisch erörtert. Mohr, Heidelberg 1831 (Digitalisat).
- Der Prophet Jesaja. Winter, Heidelberg 1833.
- Kurzgefaßtes exegetisches Handbuch zum Alten Testament. 1. Die zwölf kleinen Propheten. Weidmann, Leipzig 1838 (Digitalisat); 3. Der Prophet Jeremia. Ebd. 1841 (Digitalisat); 7. Der Prediger Salomo's. Ebd. 1847 (enth. auch: Ernst Bertheau: Die Sprüche Salomo's); 8. Der Prophet Ezechiel. Ebd. 1847 (Digitalisat); Das Buch Daniel. Ebd. 1850 (Digitalisat); 16. Das Hohe Lied. (enth. auch: Otto Thenius: Das Klagelied.) (Digitalisat) Hirzel, Leipzig 1855.
- Über die Erfindung des Alphabetes. Eine Denckschrift zur Jubelfeier des von Gutenberg im Jahre 1840 erfundenen Bücherdruckes. Orell, Füssli & Co., Zürich 1840 (Digitalisat).
- Zur ältesten Völker- und Mythengeschichte. 1. Urgeschichte und Mythologie der Philistäer. Weidmann, Leipzig 1845 (Digitalisat).
- Die Grabschrift des Darius zu Nakschi Rustam. Zürich 1847. (archive.org)
- Ueber Gazzâlî's Ihjâ 'ulûm al-dîn. In: Zeitschrift der Deutschen Morgenländischen Gesellschaft, Band 7. 1853. S. 172–186 (Digitalisat).
- Drei Städte in Syrien. In: Zeitschrift der Deutschen Morgenländischen Gesellschaft, Band 8. 1854. S. 209–229 (Digitalisat).
- Die prophetischen Bücher des Alten Testaments. Hirzel, Leipzig 1854.
- Studien: 1. Das Lycische Sparta. In: Zeitschrift der Deutschen Morgenländischen Gesellschaft, Band 9. 1855. S. 731–779 (Digitalisat).
- Arabische Analekten. In: Zeitschrift der Deutschen Morgenländischen Gesellschaft, Band 12. 1855. S. 318–323 (Digitalisat).
- Epigraphische Miscellen. In: Zeitschrift der Deutschen Morgenländischen Gesellschaft, Band 12. 1858. S. 695–699 (Digitalisat).
- Miscelle zur Wortkritik. In: Zeitschrift der Deutschen Morgenländischen Gesellschaft, Band 14. 1860. S. 562–564 (Digitalisat).
- Geschichte des Volkes Israel von Anbeginn bis zur Eroberung Masada's im Jahre 72 nach Christus. Hirzel, Leipzig 1869. 1. Bis zum Ende der persischen Oberherrschaft (Digitalisat); 2. Bis zum Kriege des Titus. (Digitalisat)
- Das Buch Hiob. Winter, Leipzig/Heidelberg, 1874.
- Ferdinand Hitzig's Vorlesungen über Biblische Theologie und messianische Weissagungen des Alten Testaments. Vorlesungen über biblische Theologie und messianische Weissagungen des Alten Testaments. Hg. von Johann Jacob Kneucker. Reuther, Karlsruhe 1880.